# Plaza de toros de Villanueva del Arzobispo
La plaza de toros de Villanueva del Arzobispo es un inmueble histórico de la localidad de Villanueva del Arzobispo, en la provincia de Jaén. Se trata de un edificio de estilo neomudéjar diseñado por el ingeniero militar Ángel Arbex e Inés en 1928.
Por sus características, y de acuerdo con la legislación vigente, se trata de una plaza de tercera categoría y que acoge un total de 7000 espectadores.

## Historia
El edificio fue inaugurado el 10 de septiembre de 1928 con una corrida de toros de la ganadería del duque de Veragua en la que intervinieron el rejoneador Antonio Cañero junto con los toreros Manuel Jiménez Chichuelo, José García El Algabeño y Vicente Barrera. Con motivo del 75 aniversario de la plaza se lidió una corrida del hierro de Buenavista y que fue estoqueada por Finito de Córdoba, El Cordobés y Curro Martínez.
En 2020, tras la crisis epidemiológica del COVID-19, se organizó una corrida de toros en la fecha tradicional del 8 de septiembre en la que se lidiaron toros de la ganadería de Victorino Martín y donde intervinieron Curro Díaz, Rubén Pinar y Alberto Lamelas; siendo indultado el quinto toro de la tarde, de nombre Muralista.